# NGC 309
NGC 309 је спирална галаксија у сазвежђу Кит која се налази на NGC листи објеката дубоког неба.
Деклинација објекта је - 9° 54' 51" а ректасцензија 0h 56m 42,6s. Привидна величина (магнитуда) објекта NGC 309 износи 11,9 а фотографска магнитуда 12,6. NGC 309 је још познат и под ознакама MCG -2-3-50, IRAS 00542-1010, PGC 3377.